# Instituto Sueco da Política Internacional

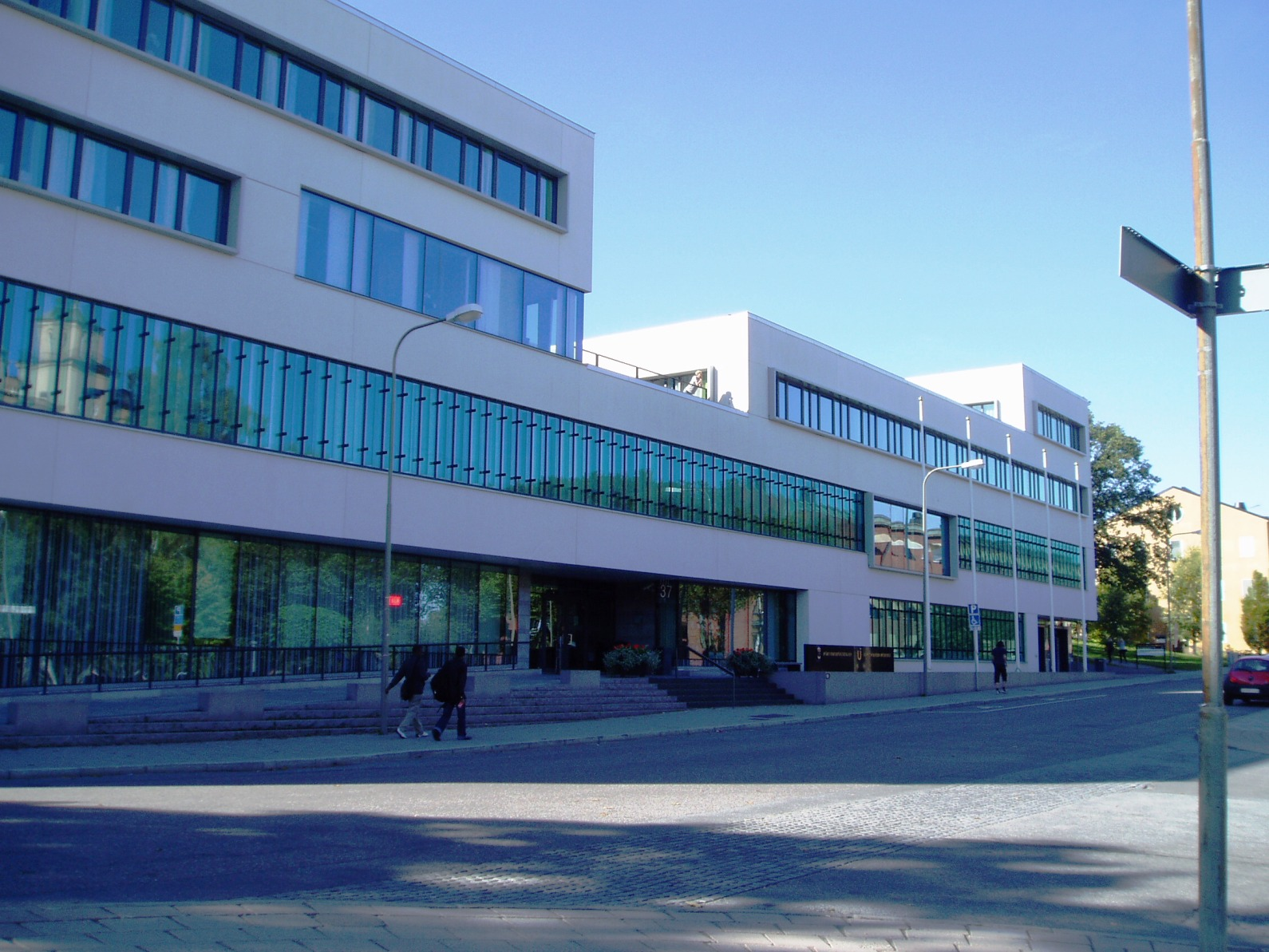
O Instituto Sueco da Política Internacional em Estocolmo.

O Instituto Sueco da Política Internacional (em sueco:  Utrikespolitiska institutet, UI) é uma instituição independente, vocacionada para informar e pesquisar sobre questões de política internacional, assim como sobre aspetos da política de outros países e ainda sobre organizações internacionais. 

Foi fundado em 1938, e tem os seus locais em Estocolmo.
A sua biblioteca foi fundida em 2005 com a biblioteca da Escola Superior de Defesa, assumindo o nome de Biblioteca Anna Lindh, e passando a ser a maior biblioteca da Suécia no campo da política externa e da segurança nacional.